# Zuper-Zebran
Zuper-Zebran är en amerikansk/sydafrikansk film från 2005. Den är regisserad av Frederik Du Chau, med manus skrivet av David Schmidt.
Filmen hade premiär i Sverige den 8 juli 2005, utgiven av Sony Pictures.

## Handling
Den handlar om en övergiven zebra som växer upp i tron att han är en galopphäst.